# Жень (чеснота)
Жень (кит.: 仁; піньїнь: rén) — понятійна категорія в конфуціанстві.
У класичному сенсі позначує поняття «людяності», «гуманності», «чоловіколюбства», «доброти до людей», «щирості». Найвища чеснота з п'яти постійних, які мусить мати шляхетний муж. Виражається у любові до ближнього, піклуванні за людьми. Одне з ключових понять в китайській філософії.
Поняття жень виступає як суміжне до ї (yì 義/义: справедливість, праведність), де жень є проявою м'якості та милосердя, а ї — твердості та принципності (див. також Вень та ву).
У неоконфуціанських моделях, під впливом буддизму, категорія жень обрала космологічні риси. У вченні Тань Ситуна (1865–1898) вона виступає як аналог європейського поняття гравітації.